# 百里姓
百里姓為漢字複姓，源自姬姓，春秋時期，百里姓的祖先來從虞國遷徙到了秦國，族人受封於百里邑，其後人就以百里為姓。
後代的百里姓有直接改為百姓的，或因百里孟明的關係，改姓孟。

## 延伸阅读
[在维基数据编辑]
 《百家姓》
 《欽定古今圖書集成·明倫彙編·氏族典·百里姓部》，出自陈梦雷《古今圖書集成》